# 丁扬迪瀑布

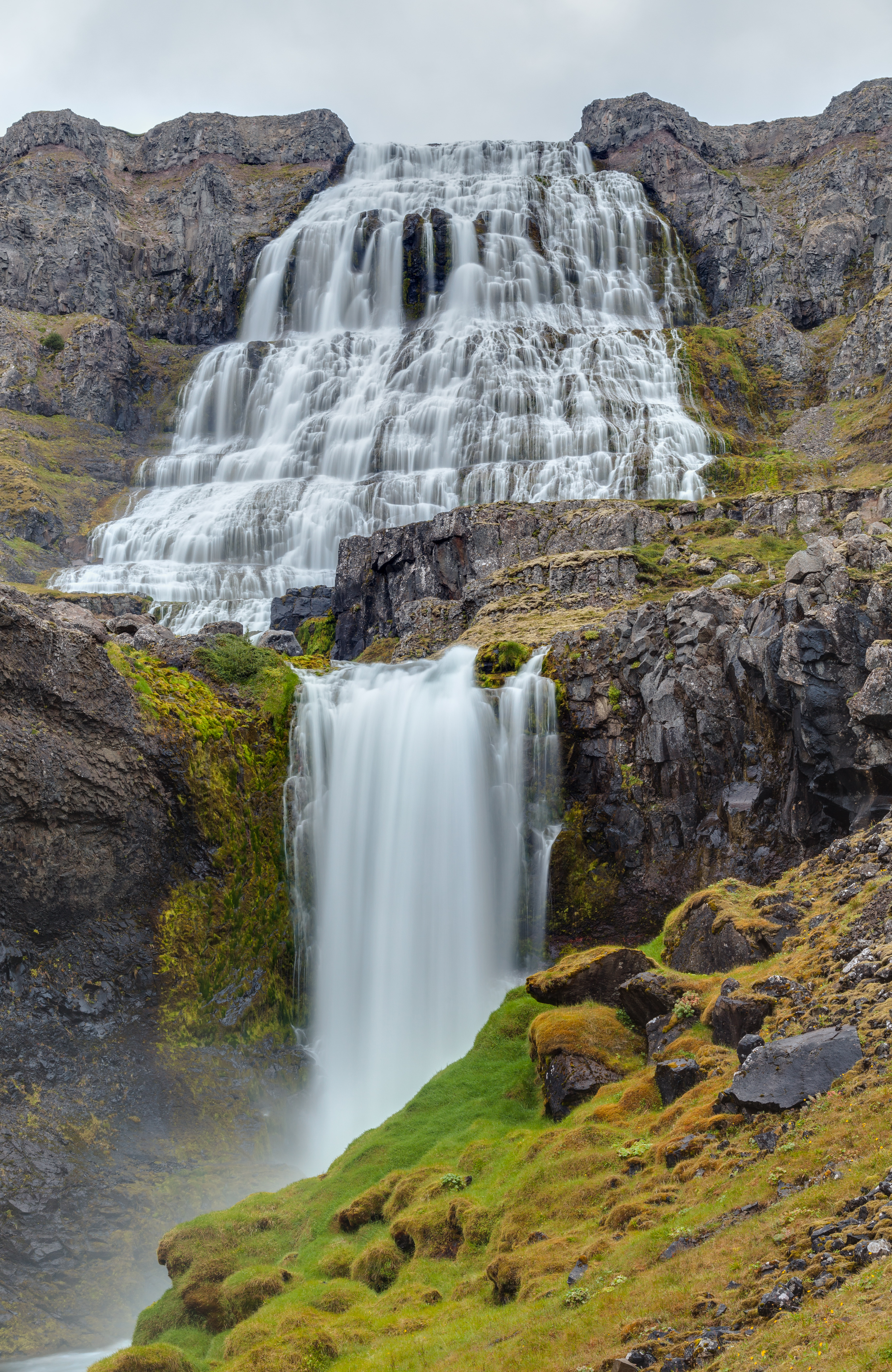
丁扬迪瀑布

丁扬迪瀑布，是位于冰岛西峡湾区的一系列瀑布。该瀑布累计高度大约为100（330英尺）。

## 图片

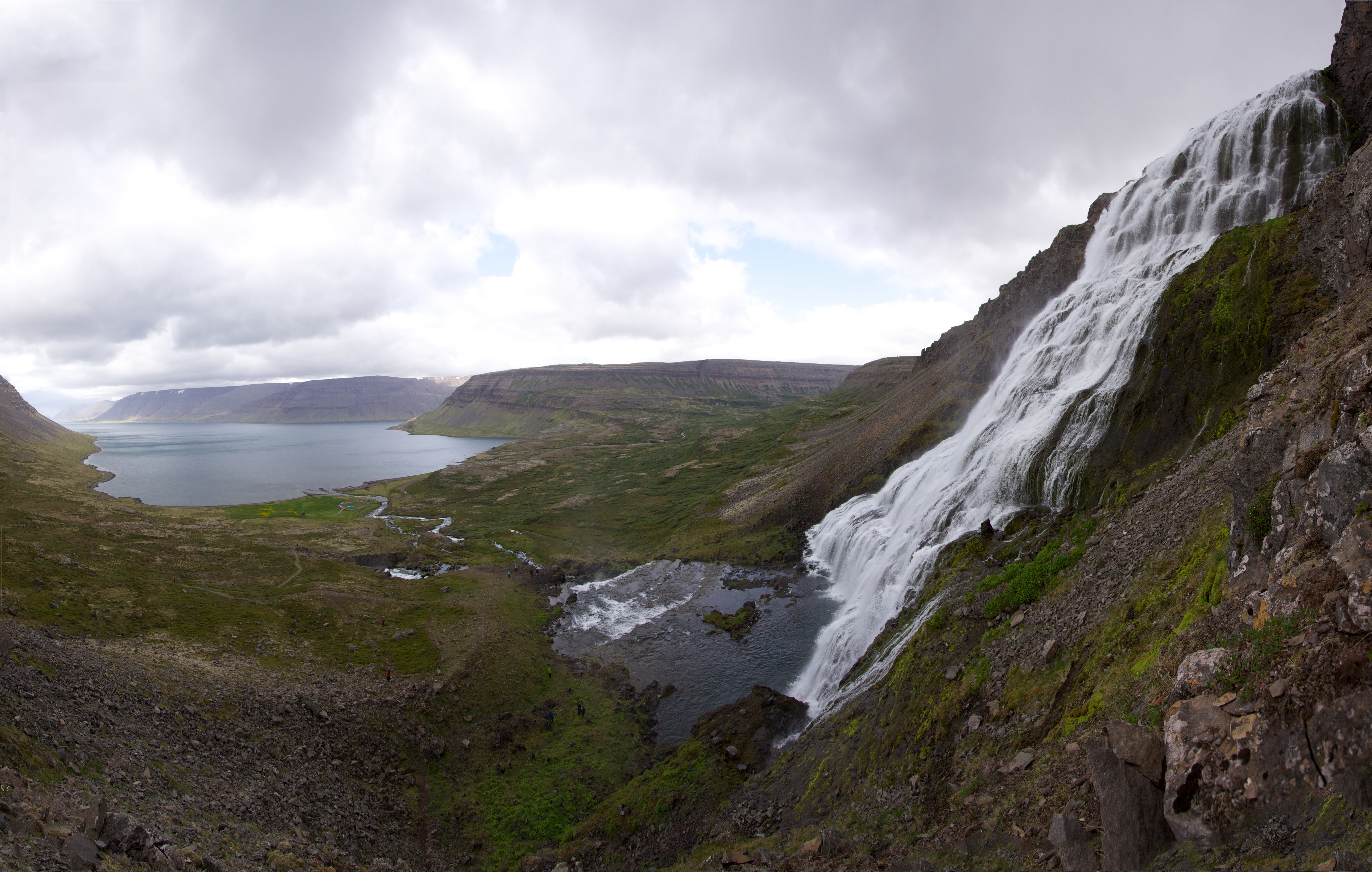
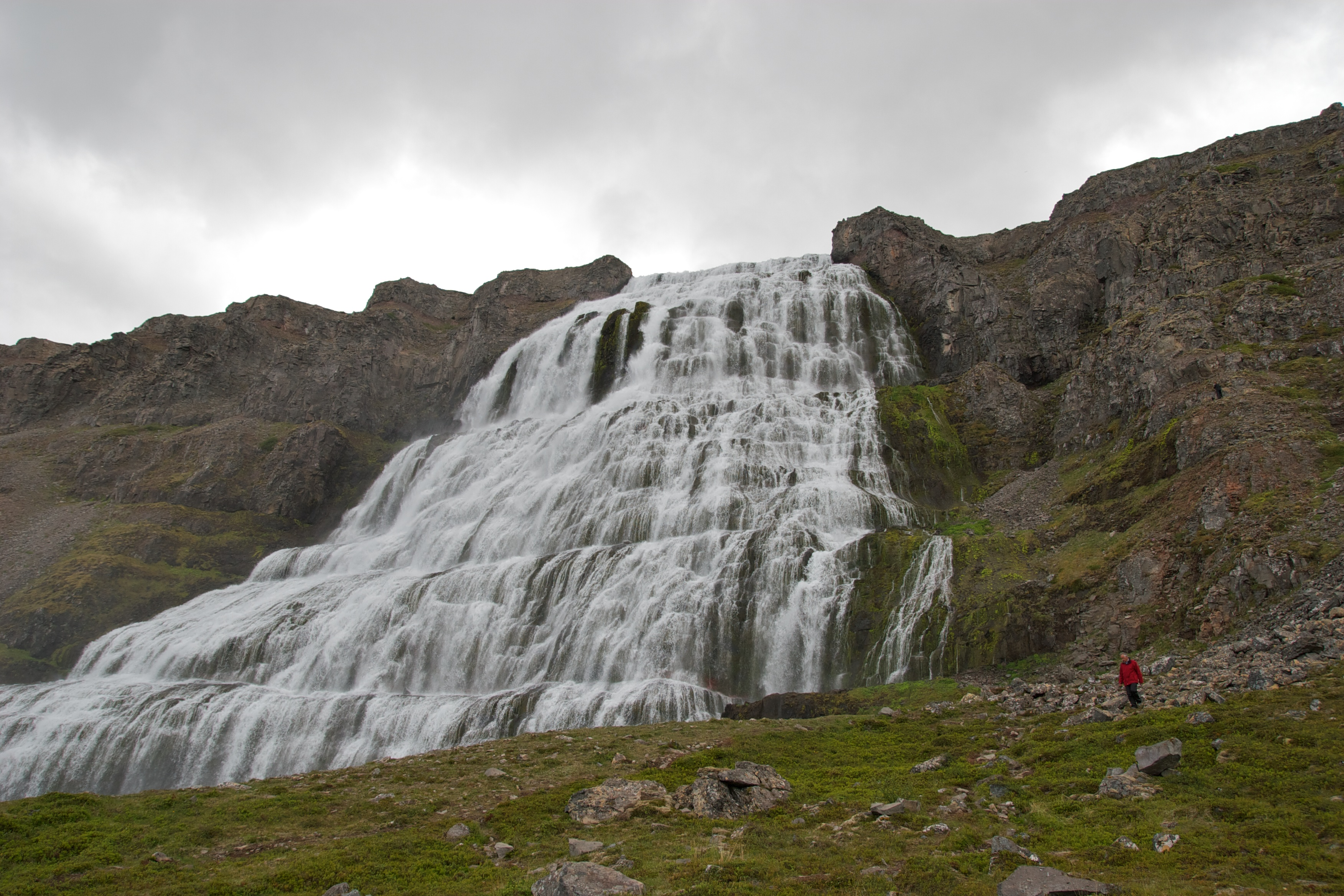